# Шакія Ганн
Шакія Ганн (англ. Sakia Gunn, 26 травня 1987 року — 11 травня 2003 року) — 15-річна лесбійка-афроамериканка із Ньюарка (Нью-Джерсі, США), яка була смертельно поранена ножем після того, як заявила про свою сексуальну орієнтацію.

## Вбивство
Шакія з подругами чекала автобус, коли до них підійшли двоє чоловіків і запропонували познайомитися. Дівчата відмовилися, сказавши, що вони лесбійки. Зав'язалася суперечка, в ході якої Шакія отримала удар ножем в груди і, як наслідок, була важко поранена. Після скоєного вбивці втекли на машині, залишивши дівчину помирати. Подруги Шакії зупинили машину і довезли її до найближчого госпіталю, де вона померла від важких поранень.

## Вирок суду
Один із злочинців, 29-річний Річард Маккаф, був заарештований 16 травня 2003 року і опізнаний свідками. Вбивство кваліфікували як «злочин на ґрунті ненависті», що стало обтяжуючою обставиною. 21 квітня 2005 року Річард Маккаф був визнаний винним і засуджений до 20 років ув'язнення.

## Наслідки злочину
Вбивство Шакії викликало акції протестів у Ньюарку. За повідомленнями служб новин, на похорон Ганн прийшло понад 2500 осіб.
Редактор популярного інтернет-журналу «The Gully» стверджував, що звіряче вбивство описувалося багатьма виданнями невірно. Багато із репортерів висувають на перший план «бійку», яка відбулася між Ганн та її вбивцею, й стверджують, що якби Ганн та її подруги не заявили про свою сексуальну орієнтацію, чоловіки залишили б їх у спокої. Автори журналу стверджують, що чоловіки приставали до дівчат через те, що вони знали, що вони були лесбійками, і що сексуальні домагання викличуть у них протест.
Смерть Шакії Ганн викликала протести представників ЛГБТ-спільноти міста, лідери якої, разом з GLAAD, провели мітинг біля офісу мера міста. Серед їхніх вимог було виділення приміщення — центру для проведення культурних і громадських заходів ЛГБТ-спільноти, 24-годинне патрулювання поліцейськими головних вулиць міста, а також створення консультативної ради з ЛГБТ-представників при мерії міста. До теперішнього часу мерія не виконала взяті на себе зобов'язання, що викликало обурення серед учасниць ЛГБТ-спільноти. Союз Гордості Ньюарка — група захисту інтересів ЛГБТ-спільноти, був заснований слідом за вбивством Ганн і продовжує лобіювати міську адміністрацію.

## Образ у мистецтві і публіцистиці
- Життю Шакії Ганн присвячений розділ у виданій в 2006 році книзі К. Б. Зук (Kristal Brent Zook) «Життя чорних жінок: розповіді про біль і стійкості» (Black Women's Lives: Stories of Pain and Power)[6]
- Документальний фільм про Шакію Ганн «Dreams Deferred», який демонструвався на фестивалі в Нью-Йорку в 2008 році[7].
- Також її ім'я згадується в ряді газетних публікацій як приклад жертви нетерпимості[8][9][10].